# Мем, Жан-Жак де
Жан-Жак де Мем, граф д’Аво́, виконт Нёшатель-сюр-Эн (фр. Jean-Jacques de Mesmes; 1640, Париж — 9 января 1688, Париж) — французский юрист, президент Парижского парламента, член Французской академии (Кресло № 4, 1676—1688).

## Биография

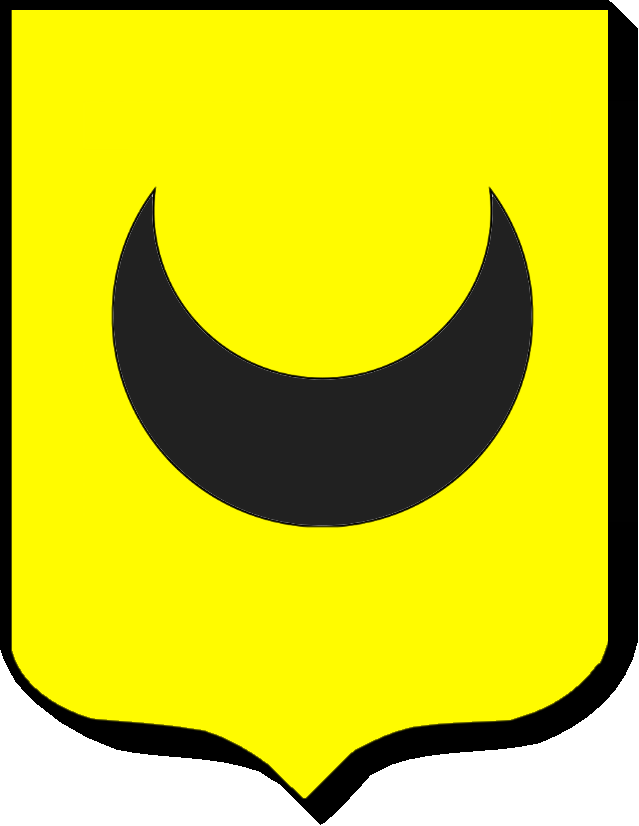
Герб рода Мем

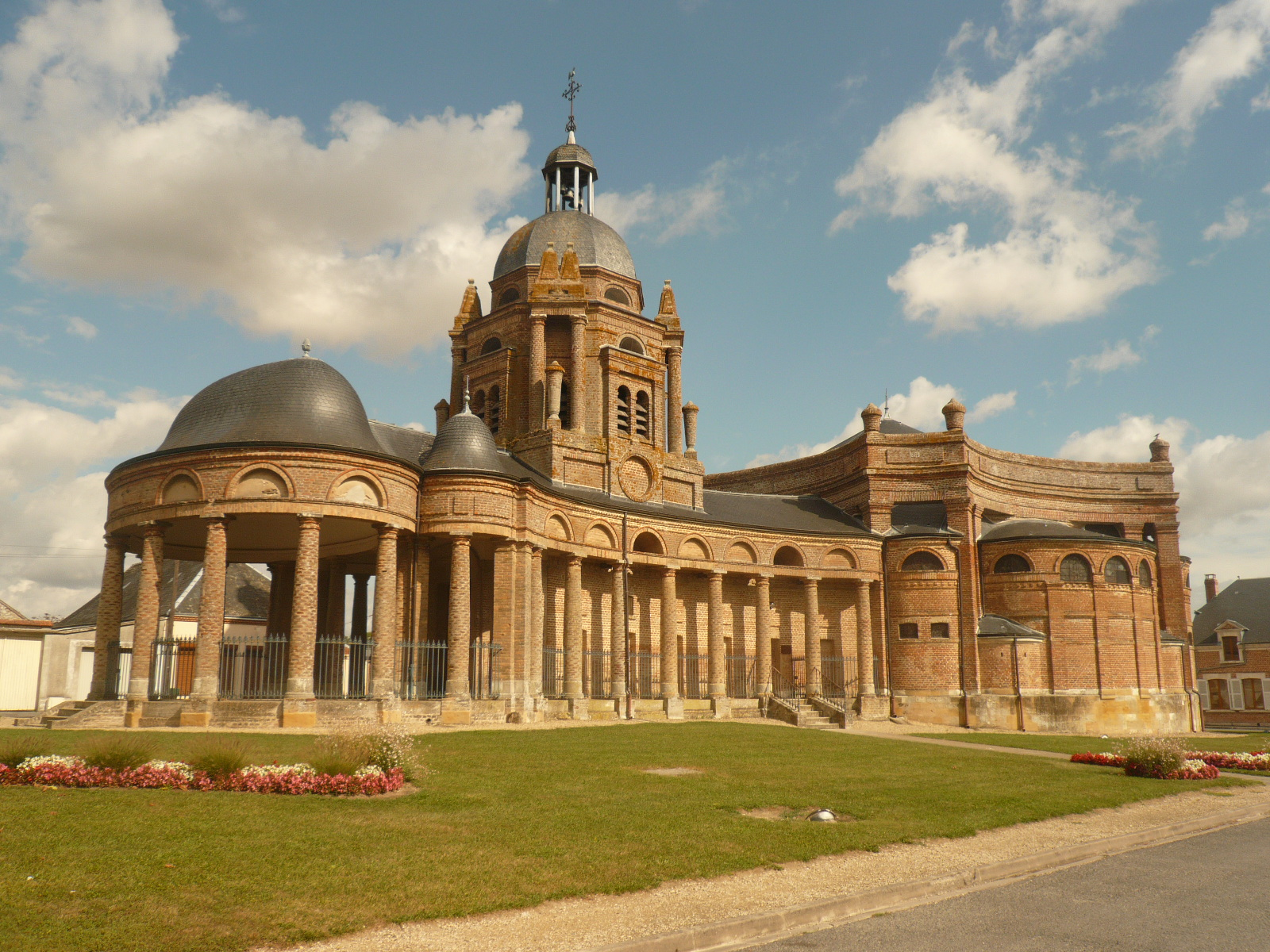
Церковь св. Дидье в Асфельде, построенная де Мемом

Происходил из знатного графского рода д’Аво́ из Беарна. Судья. Высокопоставленный чиновник королевской администрации, управляющий Суасона.
Участник подписания Нимвегенских мирных договоров в 1678—1679 годах.
С 1671 по 1684 год — церемониймейстер рыцарского Ордена Святого Духа.
Эрудит, любитель литературы. Обладатель большой ценной библиотеки. Часто путешествовал по Италии. Произведения де Мема не сохранились.
В 1676 году был избран членом Французской академии.
В 1683 году на свои средства построил в Асфельде замечательную церковь в стиле барокко, формой напоминающую виолу да гамба.
Его сын Жан Антуан де Мем д’Аво, также был членом Французской академии (Кресло 22, 1710—1723).